# Boris Turayev

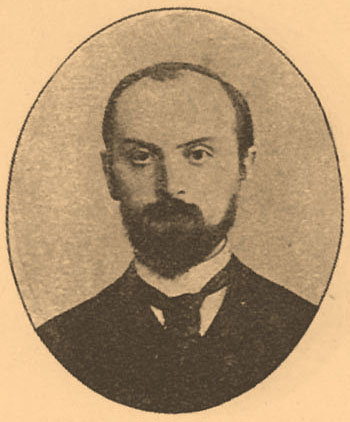
Boris Turayev.

Boris Alexandrovich Turayev (en ruso: Бори́с Алекса́ндрович Тура́ев; 5 de agosto de 1868 [O.S. 24 de julio], Navahrudak – 23 de julio de 1920, Petrograd) fue un historiador ruso que estudió el Antiguo Oriente, principalmente Nubia y el Antiguo Egipto. Ingresó a la Academia de Ciencias de Rusia en 1918. Es considerado el fundador de la egiptología en Rusia, junto con Vladímir Goleníshchev.
Después de graduarse en la Universidad Estatal de San Petersburgo (1891) Turayev estudió bajo Gaston Maspero y Adolf Erman y trabajó en los museos de Berlín, París y Londres. Desde 1896, dio conferencias en la Universidad Estatal de San Petersburgo. Fue profesor ordinario de esta universidad desde 1911. 
Después de la creación del Museo Pushkin, Turayev convenció a Vladímir Goleníshchev a vender su colección de estatuas de Antiguo Egipto y otras curiosidades al museo. Durante un tiempo vivió en el edificio del museo, preparando la colección para su exhibición. Su propia colección de antigüedades egipcias fue al Museo del Hermitage.
La obra maestra de Boris Turayev fue su Historia del Antiguo Oriente (1911, en 2 volúmenes), sin precedentes en su momento, que le granjeó el reconocimiento en toda Europa. Era el primer estudio exhaustivo que analizaba toda la historia y la cultura del Antiguo Oriente, que Turayev determinó como los territorios de Asia Central e Irán en el este, y de Cartago en el oeste). También escribió libros sobre la literatura y la mitología egipcia: El dios Tot, en 1898; y Literatura egipcia, en 1920.